# Nowy Busk
Nowy Busk – część wsi Zbludowice w Polsce, położona w województwie świętokrzyskim, w powiecie buskim, w gminie Busko-Zdrój.
W latach 1975–1998 Nowy Busk administracyjnie należał do województwa kieleckiego.